# جامعة العلوم الإسلامية العالمية
جامعة العلوم الإسلامية العالمية مؤسسة عامة تتبع مؤسسة آل البيت الملكية للفكر الإسلامي. بدأت الجامعة عملها سنة 2008 بقانون حقوقي أردني رقم 16/2008 المنشور في العدد 4900 من الجريدة الرسمية بتاريخ 16 أبريل 2008.

## أهداف الجامعة
تهدف الجامعة لتزويد العالمين العربي والإسلامي بمختصين قادرين على إبراز الصورة المشرقة للإسلام والمسلمين في كل ما يتصل بالعقيدة والشريعة والعلوم والفكر والحضارة والفنون والعمارة الإسلامية إسهاما منها في المشروع الحضاري الإسلامي.
وحسب قانون جامعة العلوم الإسلامية العالمية (المادة 4) تهدف الجامعة أيضا إلى المساهمة في تحقيق أهداف مؤسسة آل البيت الملكية للفكر الإسلامي وإبراز الصورة المشرقة للإسلام وتصحيح المفاهيم والافكار غير السليمة عنه وذلك من خلال اتباع مناهج وأساليب تدريس تعتمد قواعد الشريعة الإسلامية ومبادئها الأساسية.

## أقسام الجامعة
الكليات والاقسام العلمية والمعاهد ومراكز البحوث والتعليم والتدريب والاستشارات والخدمات والمستشفيات التعليمية وبرامج خاصة ومراكز لتعليم القرآن ومراكز لتأهيل الأئمة وذلك في موقع الجامعة أو خارجه ويجوز لها دمج أي منها في غيره أو إلغاؤه.

## الدرجات والشهادات العلمية التي تمنحها
تمنح جامعة العلوم الإسلامية العالمية الدرجات والشهادات العلمية التالية:
- الشهادة الجامعية المتوسطة.
- الدرجة الجامعية الأولى (البكالوريوس).
- درجة الدبلوم العالي.
- الدرجة الجامعية الثانية (الماجستير).
- الدرجة الجامعية الثالثة (الدكتوراه).
- الدرجات الفخرية.

## كليات الجامعة
- كلية الدعوة وأصول الدين
- كلية الفقه الحنفي
- كلية الفقه المالكي
- كلية الفقه الشافعي
- كلية الشيخ نوح القضاة للشريعة والقانون
- كلية الآداب والعلوم
- كلية العمارة والفنون الإسلامية
- كلية المال والأعمال
- كلية تكنولوجيا المعلومات
- كلية العلوم التربوية

كلية الشيخ نوح القضاة للشريعة والقانون
أطلق الملك عبد الله الثاني بن الحسين في العام 2011 اسم الشيخ الأردني الراحل نوح القضاة على كلية الشريعة والقانون ليصبح اسمها «كلية الشيخ نوح القضاة للشريعة والقانون»، وذلك بعد وفاته وتقديرًا لجهوده وإسهاماته في خدمة الفكر الإسلامي والفقه المعاصر وقضايا الأمة ومنزلته بين علماء العصر.

## موقع الجامعة
- تقع جامعة العلوم الإسلامية العالمية في العاصمة الأردنية عمان، وتحديدًا في طبربور بمنطقة طارق.

## وصلات خارجية
- الموقع الجامعة الرسمي
- قانون جامعة العلوم الإسلامية العالمية.